# Victor Hollaender
Victor Hollaender (Leobschütz, 20 april 1866 – Hollywood 24 oktober 1940) was een Duits pianist, dirigent en componist.

## Achtergrond
Victor werd als oudste zoon geboren in het gezin van Siegmund Hollaender en Renette Danziger. Binnen de familie waren nog enkele muzikanten te vinden. Victors nicht Alma Hollaender was pianist, haar vader Isaac was muziekleraar, haar moeder Rosalie pianiste. Verder was er Gustav Hollaender. Felix Hollaender was ook kunstenaar, maar dan in de letteren. Victor huwde Rosa Perl, een revuezangeres. In 1896 kregen zij zoon Friedrich Hollaender, eveneens muzikant. In 1934 vluchtte de familie voor Nazi-Duitsland en leefde in ballingschap in Hollywood. Friedrichs dochter Melody Hollaender, geboren in 1944, had als artiestennaam Katja Holländer en had kleine succesjes in Duitsland met Er Heisst Peter in en na 1966.

## Muziek
Victor Hollaender kreeg zijn muzikale opleiding aan de Neuen Akademie der Tonkunst, gesticht door Theodor Kullak. Zijn docenten waren Franz Kullak (piano) en Otto Neitzel en Albert Becker (compositieleer). Voor zijn composities kreeg hij veelal opdrachten. Hij werkte als theater- en koordirigent bijvoorbeeld in het Carl Schulze-theater in Hamburg, maar ook in steden als Boedapest, Mariënbad en Berlijn. Zijn werkgebied werd uitgebreid met het Neuen Deutsche Theater in Milwaukee. Andere werkplekken waren opnieuw Berlijn (Wallnertheater) en Chicago.  Vervolgens verscheen hij in het Opera Comique in Londen; in 1896 had hij zich aangesloten bij het circus Barnum & Bailey. Hier had hij de functie van muzikaal leider, terwijl zijn vrouw zong. 
In 1899 keerde de familie terug naar Berlijn, waar hij les gaf aan het Stern'sches Konservatorium. Hij componeerde in 1901 voor Überbrettl, een van de eerste cabarethuizen van Duitsland. In datzelfde jaar was hij verbonden aan het Metropol-Theater in Berlijn. Gedurende tien jaar schreef Hollaender operettes en zogenaamde jaarrevues met zang, dans en cabaret. Tijdens de Eerste Wereldoorlog schreef hij nog meer operettes, daarna was hij meer theaterregisseur. Zijn eerste muziek kwam al van zijn hand terwijl hij nog studeerde. Hij wordt in Duitsland met Paul Lincke en Walter Kollo gezien als een van de populairste componisten binnen zijn vakgebied. Hij gebruikte daarbij af en toe ook zijn pseudoniem Arricha del Tolveno. Hij heeft ook een aantal films voorzien van muziek. 
Zijn muziek werd niet alleen in Duitsland gespeeld getuige een tweetal concerten. Agathe Backer-Grondahl voerde in Bergen in 1886 samen met Ingeborg Pettersen Unter’m Machandelbaum uit. Dat werk kreeg een herhaling in 1899 in Oslo, maar dan door Marie Irgens en Kaja Fleischer. 
Een aantal werken:

Operettes:
- König Rhampsinit (1891)
- Der Bey von Marokko (1894)
- Die zwölf Frauen des Japhet (1902)
- Schneider Fips (1908)
- Die Schöne vom Strande (1915)
- Die Prinzessin vom Nil (1915)
- Der Schwan von Siam (1920)

Revue
- Neuestes, Allerneuestes (1904)
- Auf ins Metropol! (1905)

Liederen
- Kirschen in Nachbars Garten
- Schaukellied (Nederlandse titel Schommellied)
- Anne-Marie
- Das Kohlenmädel

Filmmuziek:
- Schaukellied (1908)
- Sumurun (Speelfilm, 1920)
- Zwei Welten (Speelfilm, 1930)

- Bibsys: 14051778
- Biblioteca Nacional de España: XX4983133
- Bibliothèque nationale de France: cb14827173p (data)
- Gemeinsame Normdatei: 116961945
- International Standard Name Identifier: 0000 0001 2026 6939
- Library of Congress Control Number: no89004191
- Nationale Bibliotheek van Letland: 000169919
- MusicBrainz: e9ae53df-6593-4d27-aa4e-d331dbffe9fa
- Nationale Bibliotheek van Tsjechië: mzk2011635059
- Nationale bibliotheek van Australië: 35406250
- Nationale Bibliotheek van Israël: 987007281603805171
- Nationale Bibliotheek van Polen: a0000002056716
- Nederlandse Thesaurus van Auteursnamen: 117249718
- Réseau des bibliothèques de Suisse occidentale: 02-A012742698
- Istituto Centrale per il Catalogo Unico: ATMV002849
- Système universitaire de documentation: 240251296
- Trove: 941462
- Virtual International Authority File: 59350558
- WorldCat: E39PBJwMDwR9xvwXfqpRBk9xDq